# بطحاء قريش
بطحاء قريش هي أحد أحياء مدينة مكة، يقع جنوب الحرم المكي، ويبعد عنه قرابة 10 دقائق ركوبًا.

## الموقع
يُطل جبل ثور على حي بطحاء قريش ويفصل بينه وبين مستشفى النور وأجزاء من حي الهجرة -الحي الملاصق لحي بطحاء قريش، يمر الطريق الدائري الرابع بداخل بطحاء قريش ويربط الحي بالمشاعر المقدسة من جهة الشرق وطريق جدة السريع من جهة الغرب..

## معالم بارزة
يوجد في هذا الحي:
• جامع الامين 
- مسجد الحمد
- مسجد رياض الصالحين
- مسجد فهد بن معمر
- جامع الحباب بن المنذر
- مسجد الشيخ عبد الله العيسى
- مسجد الشيخ عبد الله السريع
- مسجد صالح الراجحي
- مكتبة الحرم المكي الشريف
- الإدارة العامة للمساجد والدعوة والإرشاد بالعاصمة المقدسة
- فرع وزارة الشئون الإسلامية والدعوة والإرشاد بمنطقة مكة المكرمة
- الرئاسة العامة للبحوث العلمية والإفتاء فرع منطقة مكة المكرمة
- فرع وزارة العدل بمنطقة مكة المكرمة
- المحكمة العمالية
- ديوان المظالم - المحكمة الإدارية بمكة المكرمة
- النيابة العامة - فرع منطقة مكة المكرمة (هيئة التحقيق والادعاء العام سابقاً)
- كتابة العدل الأولى
- مقر محكمة الاستئناف فرع منطقة مكة المكرمة
- المحكمة الجزائية بمنطقة مكة المكرمة
- هيئة الرقابة والتحقيق بالعاصمة المقدسة
- مدرسة عبد الله بن أبي بكر الإبتدائية
- مدرسة عمار بن ياسر الابتدائية
- مدرسة هشام بن حكيم المتوسطة
- المدرسة التاسعة والثلاثون بعد المائة الابتدائية
- المدرسة المتوسطة الثانية والعشرون
- المدرسة الثانوية الثانية والخمسون
- المدرسة المسائية السابعة والأربعون لتعليم الكبار
- شعبة الدفاع المدني بالخالدية - مركز بطحاء قريش
- مطعم جود الوليمة المطعم الأول في بطحاء قريش ويقع مقابل فرع وزارة العدل وبجوار جامع عبد الله العيسى
- مقبرة بطحاء قريش، وغيره..